# Jumet
Jumet (wa. i pcd. Djumet) – dzielnica (section) miasta Charleroi w Belgii, w Regionie Walońskim, w prowincji Hainaut, w okręgu Charleroi. 1 stycznia 2020 roku liczyła 24 625 mieszkańców. Do 31 grudnia 1976 samodzielna gmina.

## Demografia
Liczba mieszkańców, stan na 1 stycznia:
| Rok                | 1930   | 1947   | 1961   | 2020   |
| ------------------ | ------ | ------ | ------ | ------ |
| Liczba mieszkańców | 29 819 | 28 589 | 28 713 | 24 625 |